# 草酸亚锡
草酸亚锡是一种化合物，化学式为SnC2O4。

## 制备
草酸亚锡可由草酸和氧化亚锡反应制得：
{\displaystyle {\mathsf {SnO+H_{2}C_{2}O_{4}\ {\xrightarrow {}}\ SnC_{2}O_{4}\downarrow +H_{2}O}}}
它也可由氯化亚锡和草酸反应得到。

## 性质
草酸亚锡和草酸铵在水溶液中反应，可以结晶出复盐(NH4)2Sn2(C2O4)3·3H2O，其晶体中存在[Sn(C2O4)3]2−阴离子。
草酸亚锡受热按下式分解：
{\displaystyle \mathrm {SnC_{2}O_{4}{\xrightarrow {\Delta T}}\ SnO\ +\ CO\ +\ CO_{2}\uparrow } }